# 佐藤政志
佐藤 政志（さとう まさし、1972年10月10日 - ）は、新潟県長岡市（旧栃尾市）出身のスポーツ指導者、陸上競技コーチ、マスターズ陸上選手。日本陸上競技連盟の公認資格を持っている。
幼児から大人・高齢者まで幅広く、保育園・幼稚園・認定こども園での正課・課外体育教室、親子体操、走り方指導、陸上クラブの運営・コーチ、講演・研修会などを務めている。
- 一般社団法人ネクストヒューマンリソース 代表理事

- ネクストスポーツクラブ、ネクストアスリートクラブ 主宰

- 2014年 アジアマスターズ陸上競技選手権大会 4×100mリレー（40 - 44歳クラス） 43秒08 優勝（石黒文康・譜久里武・渡辺潤一・佐藤政志）

- 2018年 世界マスターズ陸上競技選手権大会 4×100mリレー（45 - 49歳クラス） 43秒77 優勝（武井壮・譜久里武・佐藤政志・朝原宣治）